# Programació neurolingüística

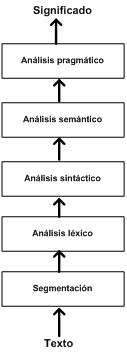
Fases de la PNL

La programació neurolingüística (coneguda també per la seua sigla, PNL) és un conjunt pseudocientífic de tècniques de comunicació o de manipulació del comportament per al creixement personal. El mètode consisteix a identificar el que es vol millorar, analitzar com ho fa la gent que ho fan bé, sistematitzar aquesta informació i amb això entrenar-se a copiar els models. El mateix mètode seria eficaç per a millorar i homogeneïtzar processos industrials i mètodes organitzatius a les empreses.
Segons els adeptes seria un model de la conducta humana entesa com a experiència subjectiva que genera tècniques específiques per a modificar aquelles percepcions que inhibeixin l'obteniment d'un objectiu personal determinat.
Fins ara, no hi ha hagut cap prova científica de l'eficàcia de la PNL i molts autors la consideren com una pseudociència. Beyersein, a la revista International Journal of Mental Health parla de «neuromitologia del new-age».

## Terminologia
- Programació: perquè programar és organitzar els components d'un procés per a obtenir un resultat determinat. Buscar com s'estructura el pensament, un sentiment o una conducta és buscar com s'ha programat i això permet després reprogramar-ho.[cal citació]

- Neuro-: perquè suposa que tota experiència és el resultat de processar neurològicament percepcions internes (representacions) i externes dels cinc sentits..[cal citació]

- Lingüística: perquè per a la PNL aquests processos neurològics es poden codificar en paraules. I les paraules creen realitat (idea que es troba a la base de la teoria lingüística cognitiva).[cal citació]

Així, la PNL estudia com les persones organitzen mentalment les seues experiències sensorials, com les expressen lingüísticament i com aquestes paraules referides a experiències sensorials influeixen en el comportament de la gent. Però també permet saber com utilitzar determinades tècniques i procediments per a canviar determinades conductes o sentiments i per a millorar la comunicació personal.

## Història
L'any 1975 Richard Bandler (informàtic i terapeuta gestàltic) i John Grinder (lingüista), dos investigadors de la Universitat de Santa Cruz (Califòrnia), van estudiar tres especialistes de la comunicació (Frits Perls, Milton H. Erickson i Virgínia Satir) per a esbrinar les claus dels seus èxits professionals i extreure'n un model de canvi personal que qualsevol persona fos capaç d'aprendre i d'utilitzar.
La idea era modelar els processos (lingüístics, conceptuals, emocionals, de pensaments, etc.) que desenvolupa l'individu per a poder simular-los, és a dir, copiar-los i obtenir resultats similars. Bandler i Grinder van analitzar uns patrons que tenien en comú aquelles tres persones. Aquests patrons van rebre, anys més tard dins de la PNL, els noms de metamodel del llenguatge, submodalitats, reenquadrament, patrons de llenguatge, condicions de la bona formulació i claus d'accés ocular.

## Alguns principis
La metodologia de la PNL s'aplica assumint determinades pressuposicions, algunes de les quals són banalitats com:
- Si fas el que sempre has fet aconseguiràs el que sempre has aconseguit.
- Si vols aconseguir una cosa nova fes una cosa diferent.
- Si hi ha alguna cosa a l'univers que hom pot estar segur de poder-la modificar és la pròpia manera de ser, per a la qual cosa tothom té els recursos que necessita, encara que no ho sàpiga o no sàpiga com usar-los.
- Cal estar més pendent de percebre que de realitzar.

## La PNL a la comunicació

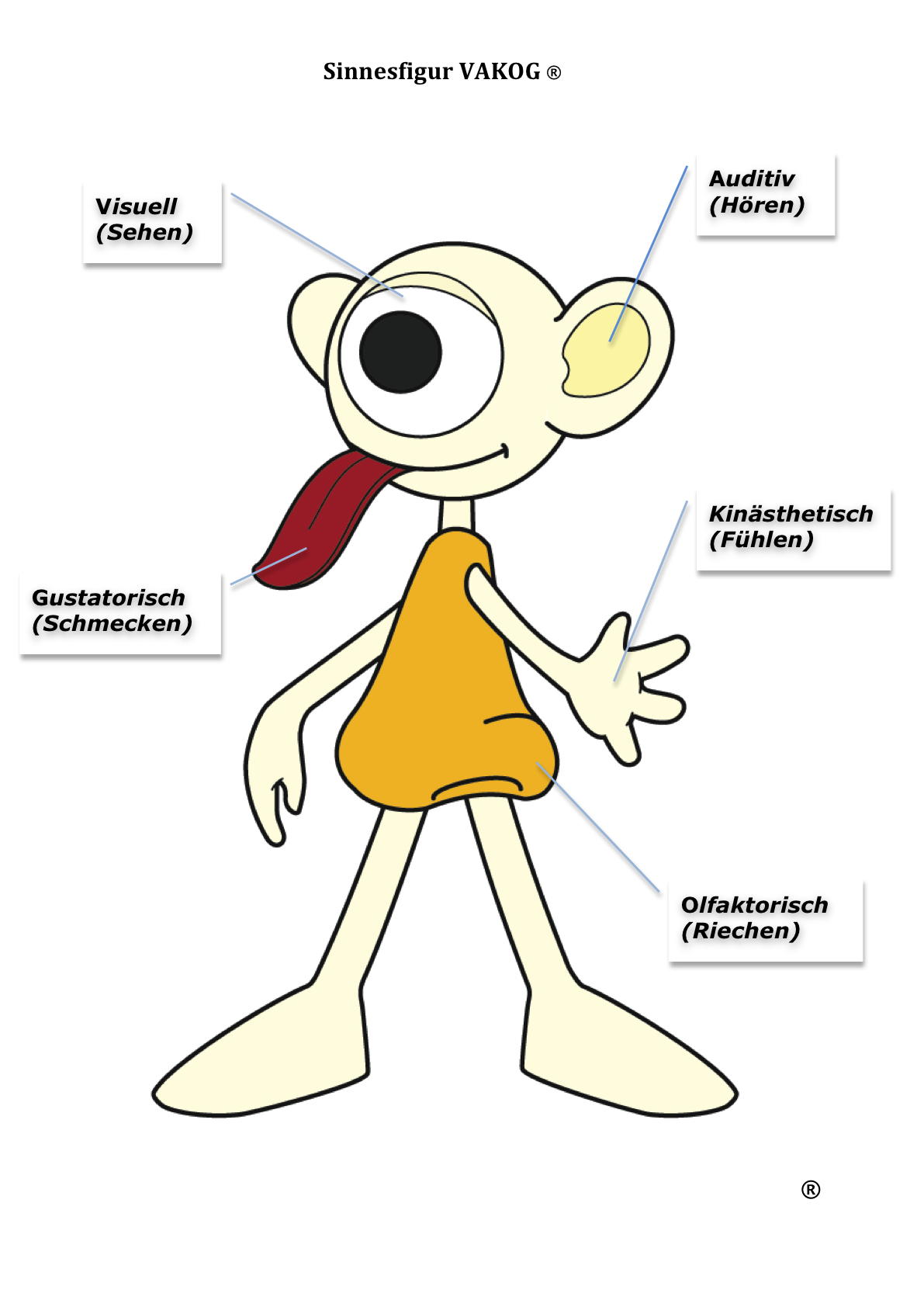
La PNL pretén tenir en compte l'estil cognitiu de cada persona, que pot ser visual, auditiu o cinestèsic

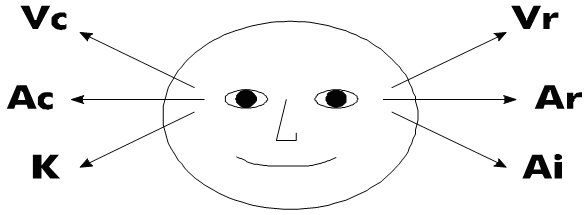
Cada persona té patrons diferents i s'ha d'estudiar individualment, però sembla que sovint una persona que recorda o inventa una imatge (per exemple, l'àvia vestida de catwoman) tendeix a fer un cop d'ull cap amunt, si es tracta de coses auditives (sons, cançons, veus, etc.) cap als costats i si es tracta de sensacions corporals o emocions cap avall. Moltes vegades les persones dretanes miren cap a la seva esquerra (les esquerranes a la dreta) en cercar un record i cap a la dreta en crear o imaginar coses noves. Front a una vimatge visual molt clara hom tendeix a mirar al front. Estudiar els petits moviments oculars d'una persona determinada, individualment, pot donar pistes de quin estil cognitiu fa servir i quin l'estimula més, cosa que es pot aprofitar per a enviar-li els seus estímuls preferits (per exemple, "mira,..." si és visual o "escolta,..." si és auditiu.

Per a la PNL la comunicació es basa en els sentits, que són els que perceben l'exterior i envien dades al cervell. De tota la realitat exterior el cervell es representa un mapa amb la informació que li interessa i representada tal com li interessa, és a dir que aquesta passa per un filtre d'informacions anteriors, interessos i expectatives, pors i preocupacions, creences, conviccions i altres factors.
La PNL parteix de la base que sempre estem comunicant, encara que no diem ni fem res. Només els 7% de la comunicació és el significat verbal del que es diu. L'actitud és important, i el com es diu, tant a nivell verbal i paraverbal com de comunicació no verbal. Cal fer atenció doncs a com s'escullen les paraules, el to de veu que s'empra, la gestió de les emocions, l'expressió facial i el llenguatge corporal entre altres coses.
Una tècnica de PNL per a una bona comunicació és crear sintonia. Això es pot fer inconscientment en circumstàncies òptimes i, si no és així, la PNL proposa provocar-la de manera artificial. Es tractaria d'acompanyar els comportaments verbals (per exemple, una falca) i no verbals favorits de l'altra persona amb una acció pròpia, que pot ser una respiració acompassada, una postura, un gest facial, un moviment corporal, un aspecte vocal (la velocitat, el volum, el ritme, l'entonació, etc.), etc.
Hom pot estudiar la manera de comunicar de l'altre per a detectar els seus sistemes representacionals i patrons, i així usar-los a la seva mida. Hi ha persones més sensibles a representar, emmagatzemar o exterioritzar la seva realitat a través de la visió, del sistema auditiu o bé del cinestèsic (tacte, olfacte, gust, sensacions, etc.). La PNL proposa utilitzar un llenguatge adient per a cada estil cognitiu, i un que inclogui paraules referides als tres sistemes quan es tracta de parlar en públic. Per exemple "mira... com ho veus?", "ara escolta'm bé", "et sembla fàcil?... com ho sents?". O paraules inespecífiques que serveixen per a qualsevol sistema.
El PNL inclou també tècniques per a comprendre millor els altres i per a enviar els misatges que realment volem comunicar, minimitzant altres interpretacions. Per exemple, cal distingir entre el que és obvi, objectiu i sensorial (per exemple, l'Anna ha bufat) i el que és interpretació personal o "al·lucinació" (per exemple, té calor, s'avorreix, està alleujada…). El PNL anomena "calibratge" la sensibilitat per a reconèixer la forma d'expressar les emocions de les altres persones i proposa reaccionar "subtilment" amb altres expressions, per a generar un "ball de la sintonia".
També inclou tècniques eminentment lingüístiques, que inclouen preguntes que cal fer, expressions que caldria usar poc sovint, elements que s'han d'incloure sempre, com gestionar les generalitzacions i distorsions, etc. Aquestes tècniques formen part de l'anomenat "metamodel" del llenguatge a la PNL, el primer model que va utilitzar la PNL. Posteriorment n'ha fegit d'altres, com per exemple el model de Milton (per Milton Erickson) que cerca establir un llenguatge tan genèric que serveixi per a descriure moltes experiències personals diferents.

## Metamodel del llenguatge
La PNL anomena metamodel un conjunt de preguntes sistematitzades per a permetre reunir informacions que permetin una bona comunicació lingüística, especialment d'experiències. A més de recollir informació serveix per a aclarir significats, identificar limitacions i obrir noves opcions. És útil igualment a la gestió de conflictes i per a minimitzar-los, a la redacció de mètodes organitzatius, manuals d'instruccions, gestió de riscos i tot el que requereixi comunicar clarament i sense ambivalència.
Inclou fer atenció a no caure en eliminacions d'informació, que l'emissor pot donar per sobreentesa però no té per què ser necessàriament així. Per exemple, a "millor no diem res", no dir res és millor que què exactament?, o a "els experts han estudiat el cas", qui són els experts? quants? d'on? per a qui treballen? en què ha consistit l'estudi exactament? També inclou no fer judicis de valor, no caure en generalitzacions ni distorsions.

## Categories Satir

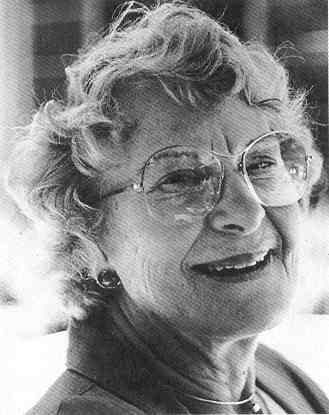
Satir als 72 anys

Virginia Satir va treballar la teràpia familiar, l'autoestima i especialment la comunicació. Segons ella, les persones en estat d'ansietat tendeixen a comunicar-se segons una de les caricatures que va descriure: hiper-raonador, menfot, acusador, i conciliador.
- Raonador: és la persona que no es permet o ja no pot sentir; per a ella la lògica i les idees són l'única cosa que importa. Basa els seus arguments en justificacions raonades des d'un punt de vista calculador, menysprea les emocions i sentiments. És rígida, té la creença que la veritat és única i que té la raó: "tinc raó". Inconscientment creu que ningú no l'estima perquè no és prou perfecta o perquè no val prou, i intenta demostrar la seva saviesa per tal de tenir dret a ser estimada. En casos extrems pot aïllar-se dels altres i de l'exterior, cosa que podria desconnectar-la encara més dels seus sentiments.
- Acusador: és el qui en discussions sota ansietat tendeix a culpar ("la teva actuació és dolenta") o desaprovar els altres. Inconscientment té por de no ser estimat, creu que ningú es preocupa per ell i que ha d'exigir-ho amb tanta força com pugui per tenir opció a que potser algú ho faci una mica. La por, la ràbia ("no és just") i la tristesa per no ser estimat el porten a reaccions percebudes habitualment com a agressives. Actua a la defensiva "per culpa teva". El cas extrem teòric seria un assassí.
- Menfot o distractor: és la persona que evita la discussió, no la continua i marxa, canvia de tema, es distreu o distreu; pot semblar que no li interessa o que passa. Es pot identificar amb expressions com "oblida-ho". Interiorment, igual que als altres casos, creu que no l'estimem, i que per a ser estimada en comptes d'ignorada, ha d'atreure l'atenció com sigui. El cas extrem ideal seria la bogeria.
- Conciliador: és la persona que posa les necessitats dels altres per davant de les seves, li cal tenir tothom sempre content, es mostra sempre conforme i sempre cedeix. Té interioritzada la idea que no pot ser estimada si fa o diu alguna cosa que els altres no comparteixen. Creu que no l'estimen i li cal beneficiar els altres per guanyar valor i estimació, per part tant d'ella mateix com dels altres. Inconscientment pot anar acumulant frustració i rancúnia, a més de projectar una imatge de víctima. Se sent responsable de totes les coses dolentes que passen en el seu món, de no poder aplacar-les, "és culpa meva". El cas més extrem seria el suïcida.

Satir també va descriure el model ideal o congruent, que caldria intentar imitar. Seria una persona no decapitada, que escolta i té en compte no només la raó sinó també les seves emocions, capaç d'expressar lliurement i sense culpa ni vergonya els seus desitjos, sentiments, necessitats i idees, tenint-se present a si mateixa i als altres. Això requereix una autoestima sana i adient, seguretat en ella mateixa i respecte pels altres. Teòricament la seva expressió verbal i no verbal haurien de comunicar el mateix, és flexible (no rígida) tant en l'acció com en el pensament, comunica que és important i valuosa, i que l'altre també ho és, i no cau en jocs psicològics.

## Aplicacions
Es vist com una panacea que podria resoldre problemes a tot arreu: desenvolupament personal, problemes psicològics, millorar les vendes i el lideratge, millorar l'actitud de professors i alumnes, motivar esportistes, millorar les relacions etc.